# 안양시 동안구 (선거구)
안양시 동안구는 대한민국의 옛 국회의원 선거구이다. 당시 경기도 안양시 동안구 지역을 관할했다.

## 역사
제16대 국회의원 선거를 앞두고 안양시 동안구 갑, 안양시 동안구 을 선거구가 통합되면서 신설되었다.
제17대 국회의원 선거를 앞두고 안양시 동안구 선거구가 갑, 을 선거구로 분할되면서 폐지되었다.

## 역대 국회의원
| 선거   | 정당 | 정당     | 의원   |
| ------ | ---- | -------- | ------ |
| 2000년 |      | 한나라당 | 심재철 |

## 역대 선거 결과

### 대한민국 제16대 국회의원 선거
|  | 49.12% |

|  | 48.43% |

|  | 2.44% |